# Dos Arroyos (Guerrero)
Dos Arroyos es una localidad del estado mexicano de Guerrero. Es parte del municipio de Acapulco de Juárez.

## Demografía
| Gráfica de evolución demográfica |
|                                  |

| Censo | Población |
| ----- | --------- |
| 1900  | 860       |
| 1910  | 1 241     |
| 1921  | 1 186     |
| 1930  | 1 153     |
| 1940  | 1 378     |
| 1950  | 1 710     |
| 1960  | 1 616     |
| 1970  | 1 951     |
| 1980  | 2 179     |
| 1990  | 2 033     |
| 2000  | 2 100     |
| 2010  | 1 846     |
| 2020  | 1 917     |